# (6098) Mutojunkyu
(6098) Mutojunkyu est un astéroïde de la ceinture principale.

## Description
(6098) Mutojunkyu est un astéroïde de la ceinture principale. Il fut découvert le 31 octobre 1991 à Kushiro par Masanori Matsuyama et Kazuro Watanabe. Il présente une orbite caractérisée par un demi-grand axe de 2,23 UA, une excentricité de 0,23 et une inclinaison de 5,0° par rapport à l'écliptique.
Il a une période de rotation de 2,774 0 ± 0,000 2 heures et aurait une forme presque sphéroïdale.

## Satellite
Un satellite lui est découvert en 2024. Sa période orbitale est de 12,430 ± 0,003 heures. Le satellite aurait un diamètre égal à (22 ± 2) % de celui du primaire.

## Compléments